# Дворцівська волость
Дворцівська волость — адміністративно-територіальна одиниця Берестейського повіту Гродненської губернії Російської імперії. Волосний центр — село Двірці.

## У складі Польщі
Після окупації поляками Полісся волость назвали ґміна Дворце і включили 12 грудня 1920 року до новоутвореного Біловезького повіту, але після входження Біловезького повіту до Білостоцького воєводства 19 лютого 1921 р. ґміна передана до Берестейського повіту Поліського воєводства Польської республіки. Центром ґміни було село Двірці.
Розпорядженням Міністра внутрішніх справ Польщі 19 березня 1928 р. ліквідовано ґміну Дворце, а населені пункти включені до ґмін:
- ґміни Городечна Пружанського повіту — села: Дворці, Дідівка Мала, Дідівка Селика, Грудовики, Ганьці, Ліски, Пересік, Великоліс і Воля, фільварки: Сокольник і Залав'я та селище: Діброва і колонія: Павлюківщина;
- ґміни Шерешув Пружанського повіту — села: Хідри Малі, Хідри Великі і Ясень та фільварки: Буянець і Засьби;
- ґміни Камєнєц Літевскі Берестейського повіту — села: Чемери, Кривляни і Підрічани.